# Castello di Montecopiolo
Das Castello di Montecopiolo ist ein mittelalterlicher Burgstall oberhalb von Villagrande di Montecopiolo, einem Ortsteil der Gemeinde Montecopiolo in der italienischen Region Emilia-Romagna. Die Burg wurde im 10. Jahrhundert im Auftrag der Bischöfe des Montefeltro oder ihrer Lehensnehmer, den Grafen von Carpegna, erbaut.
Die Überreste der Burg liegen in einer Höhe von 1033 Metern auf der Wasserscheide zwischen den Talschaften der Flüsse Conca und Marecchia. Die Fläche des Anwesens beträgt etwa 9000 m².

## Geschichte

### Die Felsen des Monte Copiolo vor dem Bau der Burg
Der im 10. Jahrhundert für den Bau der Burg gewählte Ort ist eine 1083 Meter hohe Erhebung und Teil der Apenninkette. Heute liegt er in der Provinz Rimini der Emilia-Romagna.
Die natürlichen Höhlen der Karstlandschaft, die es an den Felsen gibt, gewährten den Neanderthalern Schutz. Man hat als Überbleibsel in spätmittelalterlichen Stratigraphien einen Feuerstein von „Levallois“technik gefunden, der dem Moustérien zugeschrieben werden kann. Auch noch in sekundären Ablagerungen sind Werkzeuge und Fragmente aus der Steinzeit aufgetaucht, darunter ein Stück aus Obsidian.
In vorgeschichtlicher Zeit befand sich der Berg am Rande bedeutender Wege, die die tiberinische Seite mit der Adria verbanden. Ab der Kupfersteinzeit wurde dieses Gebiet mehr frequentiert und später, zur Mitte der Bronzezeit, besiedelt und blieb es auch, wenn auch in geringerem Maße in der Eisenzeit.
In der Römerzeit waren diese Hügel vermutlich Teil des „Municipiums“ des „Pitinium Pisaurense“ (Apsatal, Fogliabecken und Mündung bei Pesaro). An den Hängen des Copiolo nach Osten hin verlief eine Straße (die im 16. Jahrhundert „Via Vetere“ genannt wurde), die die Täler der Flüsse Foglia und Conca mit dem der Marecchia verband und in der Spätantike das „Municipium“ von „Urvinum Mataurense“ (Urbino) mit dem „Castrum“ des „Mons Feleter“. Die Kolonisierung des Gebietes von Copiolo in der Römerzeit ist (bis heute) durch einige Reste von Bauernhöfen („Tugurie“?) belegt. Als Kulturzeugnis wurden an denselben Felsen (Nebenstandorte) signifikantere Materialien gefunden. Sie würden eine Form (?) der Zuordnung bezeugen. Das chronologische Spektrum der Funde aus der Römerzeit ist weit gefächert, vom 2. Jahrhundert v. Chr. bis zum 4. Jahrhundert n. Chr. Aus der Zeit vom 5. bis zum 9. Jahrhundert dagegen hat man bis heute keine Fundstücke aus dieser Gegend.

### Der Bau der Burg im 10. Jahrhundert
Das „Castrum Montis Cupioli“ wurde, wie die archäologischen Untersuchungen ergaben, im 10. Jahrhundert, vermutlich im Auftrag des Bischofs, erbaut. Von diesem Zentrum ging im 12. Jahrhundert die Dynastie der Grafen des Montefeltro (später Grafen von Urbino), die Herren des genannten Territoriums, aus. Die Residenz der Grafen machte aus dem Monte Copiolo das Hauptmachtzentrum des mittelalterlichen Montefeltro, Gründungskern ihrer Territorialherrschaft und im Laufe der Jahrhunderte einer der bedeutendsten Hochburgen des Herzogtums Urbino. Das chronologische Spektrum der Besiedelung endet mit dem Aussterben der Herzöge im Jahre 1631 und das Zentrum wurde mit dem Fortzug der Bevölkerung weiter flussabwärts langsam entvölkert; im 17. Jahrhundert wurden nur noch 700 „Seelen“ gezählt.
Zeitliche Abfolge:
Im 10. Jahrhundert entstand nach massiver Bearbeitung des Untergrundes durch Aushöhlung im Auftrag einer starken Macht, die beschloss, auf diesem Felsen eines ihrer bedeutendsten Machtzentren zu platzieren, der erste Kern der Burg. Dieser bestand aus einem großen Verteidigungsturm am höchsten Punkt (Außenmaße: 12 Meter × 12 Meter an seiner Basis) mit einer steinernen Einfriedung. Außerhalb dieser Einfriedung wurden einige Wohn+ und Funktionsanbauten (Läger usw.) gefunden.
Die Burg wurde im 12. und 13. Jahrhundert bedeutend erweitert; die gesamte Festung wurde umgebaut und eine Umfassungsmauer aus Stein sollte die gesamte Siedlung, die inzwischen auf einer unteren Terrasse des Berges entstanden war, schützen. In dieser Zeit stürzte der große Turm in der Verteidigungseinfriedung der Burg durch ein Nachgeben des Gebäudes ein und an seiner Stelle wurde eine Kirche mit einem „Palastanbau“ für Wohnzwecke der Grafen des Montefeltro errichtet.
Im 14. Jahrhundert schützten drei Mauerringe und mindestens acht große Türme die Burg, die aus einer mit einer eigenen Mauer geschützten Siedlung auf der unteren Terrasse des Berges, bewacht durch die „sehr starke Festung“ oben auf dem Felsen, bestand.
Im Laufe des 15. Jahrhunderts wurde die Festung vollständig umgebaut und an die neuen Kriegstechniken (also die Feuerwaffen) angepasst; die bisherigen Türme mit rechteckigem Grundriss wurden durch Rundtürme ersetzt, die Umfassungsmauern wurden erhöht und einige Gebäude in der Gipfelregion abgerissen, um Platz für Artilleriemanöver zu erhalten. Das Castello di Montecopiolo wurde nicht mehr erobert und wurde als die einzige Festung im Gebiet von Acquaviva bekannt, die für immer in Händen der Herzöge von Urbino verblieb.
Eine gewalttätige Belagerung durch die Truppen von Giovanni dalle Bande Nere im Jahre 1522 beschädigte die Burg, aber sie wurde das gesamte 16. Jahrhundert hindurch weiterhin bewohnt.
Ab dem 17. Jahrhundert wurde der Felsen von seinen Bewohnern aufgegeben, die beschlossen, sich dauerhaft weiter flussabwärts niederzulassen und eine Reihe von Dörfern zu bevölkern, die es schon im Mittelalter gab: Villagrande, Cavalcanese, Monte Rotto, Ca' Moneta und Ca' Bellino.

### Archäologische Ausgrabungen und Archäo-Geo-Stätte
Ab 2002 wurde unter der Aufsicht des Lehrstuhls für christliche und mittelalterliche Archäologie der Universität Carlo Bo in Urbino mit archäologischen Grabungen zur Untersuchung der Aspekte begonnen, die mit der langdauernden Besiedelung und den Veränderungen im Laufe der Geschichte, auch in Bezug auf die Problematik des Burgenbaus und allgemein im europäischen Kontext zusammenhängen. Es wurden 14 Grabungskampagnen durchgeführt; die Grabungen dauern noch an und werden in Form einer internationalen Sommerschule abgehalten, an der Studenten teilnehmen, die aus Universitäten in ganz Europa kommen, z. B. der Université de Lorraine, der Sorbonne, der Universität von Lüttich, der Universität Complutense Madrid usw.
Diese Stätte gilt wegen der großen Höhlen, die im Laufe des 10.–12. Jahrhunderts, gleichzeitig mit dem Bau der Burg, in den Kalkstein der Formation von San Marino gemeißelt wurden, und wegen einiger „Morphoskulpturen“, die von atmosphärischen Einflüssen geschaffen wurden, als „Archäo-Geo-Stätte“ von europäischer Bedeutung.
Die Stätte, an der Grabungen durchgeführt werden, ist dank gesicherter Wege gleichzeitig für die Öffentlichkeit zugänglich.

### Detaillierte Chronologie: Die Jahreszahlen der Burg
- 1150: Aus dieser Zeit stammt das erste, bis heute erhaltene Dokument über die Burg. Das Zentrum gehörte Montefeltrano I. di Montefeltro, dem Oberhaupt der gleichnamigen Adelsfamilie. Die Burg existierte bereits seit dem 10. Jahrhundert. Sie wurde durch vier Mauerringe geschützt; drei davon schützten die Festung auf dem Gipfel und einer die Siedlung.
- 1228: Das Nonnenkloster von Castelbegni in der „Curtis“ der Burg, die dem Grafen des Montefeltro gehörte, wurde gegründet.
- In dieser Zeit wurde außerhalb der Burgmauern auf Lateranerde das Hospital Santa Maria della Misericordia, das zur Hilfe für Pilger, Bedürftige und Kranke gedacht war.
- 1253: Trennungsurkunde des Grafen Cavalca di Montefeltro: In der ersten Hälfte des 13. Jahrhunderts teilte sich die Familie Montefeltro in einen guelfischen Zweig (papsttreu) und einen ghibellinischen Zweig (kaisertreu) auf.  Letzterem gehörte das Castello di Montecopiolo als bedeutendste Besitzung. Der Graf Cavalca di Montefeltro, ein Bewohner der Burg, betrieb nach dem Tod seines Bruders Montefeltrano II. eine Aufteilung der Güter zwischen ihm und seinen Neffen.
- 1328: Der Kaiser Ludwig der Bayer verlehnte das Castello di Montecopiolo an den Grafen Speranza di Montefeltro.
- 1341: In einer Urkunde, die von einem päpstlichen Notar gefertigt wurde, wurde bekräftigt, dass das Castello di Montecopiolo von den Grafen Nolfo und Galasso da Montefeltro als „More tirannico“ gehalten (also mit Gewalt usurpiert) wurde und dass die beiden in den Tagen der Ausfertigung des Dokumentes sich selbst in der Armee direkt über der genannten Burg befanden und sie persönlich kontrollierten, während sie die bischöfliche Stadt San Leo besetzt hielten.
- 1355: Die Montefeltros kehrten unter die Gerichtsbarkeit des Kirchenstaates zurück.
- 1360: In einem Dekret von Giovanni de Levalossis, Podestat des Montefeltro, wurde bestätigt, dass das Castello di Montecopiolo kommunale und verwaltungsmäßige Unabhängigkeit genoss. Der Podestat zitierte die Gemeinden Pietrarubbia, San Leo, San Marino und Montecopiolo vor Gericht und beschuldigte sie, die Tyrannei der Montefeltros begünstigt und sich nicht der päpstlichen Kontrolle unterworfen zu haben.
- 1365: Auch das Castello di Montecopiolo gehörte nun zu den Territorien, die dem Papst unterworfen waren. In der Descriptio provinciæ Romandiolæ (dt.: Beschreibung der Provinz Romagna) von 1371 beschrieb der päpstliche Legat, Kardinal Anglic Grimoard das Castello di Montecopiolo, wie folgt: „(...) es liegt auf einem sehr starken und sehr hohen Felsen und hat eine sehr starke Festung, zu deren Bewachung ein Hauptmann mit 12 Heuern abgestellt ist, für die es von der Apostolischen Kammer jeden Monat 30 Florin erhält. Die Burg besteht aus 60 Feuerstellen“.  Die Festung war eines der stärksten und am Meisten bewaffneten Zentren des gesamten Montefeltro.
- 1376: Antonio II. da Montefeltro, der Neffe von Nolfo, nahm mit Gewalt die Gemeinde Montecopiolo ein und wies die päpstlichen Legaten aus. Das Castello di Montecopiolo fiel in die Hände der Montefeltros.
- In dieser Zeit wurde der fünfte Mauerring errichtet; er sollte einen neuen Teil der Siedlung schützen.
- 1380: Der Kampf zwischen den Familien der Montefeltros, Herren von Urbino, und der Malatestas, Herren von Rimini, ging weiter. In einem Waffenstillstand zwischen den beiden Familien ist das Castello di Montecopiolo unter den Besitzungen von Antonio II. da Montefeltro erwähnt.
- 1384: Der Graf Antonio II. da Montefeltro verkündete vor der Kirche Santa Croce in Monte Cerignone die neuen Statuten des Montefeltro.
- 1389: Papst Bonifatius IX. bestätigte dem Ghibellinen Antonio II. da Montefeltro den Besitz am Castello di Montecopiolo.
- Zweite Hälfte des 14. Jahrhunderts: Der Kampf gegen die Familie Malatesta wurde noch bitterer. Das Castello di Montecopiolo blieb immer fest in den Händen der Familie Montefeltro und war in erster Linie an der Verteidigung der Grafschaft beteiligt.
- 1404: Guidantonio da Montefeltro (Sohn des Grafen Antonio II. da Montefeltro) wurde der neue Graf von Urbino und nach ihm sein Sohn Oddantonio II. da Montefeltro.
- 1437: In einem den Magistratsanghörigen und dem Volk von San Marino zugesandten Ausweis ermahnten die Verantwortlichen von Montecopiolo die „Nachbarn“, sich gut vor den feindlichen Gemeinden der Ebene in Acht zu nehmen. Man bezog sich auf die Malatestas.
- 1440: In einem Schreiben an Monte Cerignone befahl Guido Paolo degli Acomanducci (Podestat und Kommissar von San Marino) dem Kastellan von Montecopiolo und denen von Valle Sant'Anastasio und Monte Maggio, sich bereitzuhalten, San Marino militärische Hilfe zu leisten.
- 1441: Der junge Graf Federico da Montefeltro erklamm den Felsen von San Leo, nahm die Festung ein und entriss sie den Malatestas. Am 23. Oktober schrieb er von der Festung von Montecopiolo aus, wo er eine Garnison zur Belagerung von San Leo stationiert hatte, einen Brief an die Hauptleute der Republik San Marino, um die Eroberung zu verlautbaren.
- 1444: Ermordung des Herzogs Oddantonio II. di Montefeltro, des Bruders von Federico, durch die Bevölkerung von Urbino. Federico da Montefeltro wurde der neue Herr von Urbino.
- 1447: Papst Nikolaus V. bestätigte Federico da Montefeltro den Besitz an dem Castello di Montecopiolo.
- 1448: Sigismondo Malatesta, Herr von Rimini, belagerte das Castello di Montecopiolo. Der Angriff schlug fehl; tatsächlich wurden nicht einmal die Stadttore aufgebrochen. Aus Rache wurde das „Curtis“ der Burg geplündert.
- 1455: Alessandro Gambacorta, Hauptmann der Festung von Montecopiolo und Waffenmeister des Herzogs Federico da Montefeltro, fiel aus dem Castello di Montecopiolo mit vielen Soldaten aus und überfiel die Truppen der Malatestas, die auf der Flucht aus Carpegna und Pietrarubbia waren, vorbei an dem Herzog Federico und Hauptmann Piccinino.
- In dieser Zeit wurde die Burg mit dem sechsten Mauerring versehen.
- 1482: Der Herzog Federico di Montefeltro verstarb; ihm folgte sein Sohn Guidobaldo I. da Montefeltro nach.
- 1502: Cesare Borgia (der Sohn von Papst Alexander VI.), genannt „Valentino“, klopfte an die Pforten von Urbino. Herzog Guidobaldo gab die Stadt auf und begab sich auf die Flucht Richtung San Leo, aber die Straße war gesperrt: Zwischen Verucchio und Pietracuta waren Borgias Milizen. Guidobaldo verlor die Orientierung. Dionigi Agatoni de' Maschi, der Hauptmann des Castello di Montecopiolo, wies einige Männer aus Montecopiolo an, ihn zu treffen und sicher in die Festung zu geleiten.
- 1503: In Montecopiolo formierte sich ein bewaffneter Aufstand gegen den Herzog Valentino, der sich dann auf die alle anderen Zentren des Montefeltro ausbreitete.
- 1516: Papst Leo X. de' Medici (der Julius II. della Rovere nachfolgte) exkommunizierte Francesco I. Maria della Rovere (Adoptivsohn des Herzogs Guidobaldo I. da Montefeltro) und nahm ihm das Lehen von Urbino ab. Das Montefeltro wurde an Lorenzino de’ Medici vergeben.
- 1517: Francesco I. Maria della Rovere kapitulierte und gab Urbino auf.
- 1519: Lorenzino de' Medici verstarb früh; das Herzogtum fiel an den Kirchenstaat zurück.
- 1521: Nach dem Tod von Papst Leo X. eroberte Francesco I. Maria della Rovere das Herzogtum zurück. Der Herzog persönlich führte seine Männer zur Rückeroberung der Burgen von San Leo und Maiolo. Er hielt eine starke Truppe auf dem Castello di Montecoiolo.
- 1522: Gegenangriff der De‘ Medicis: Der Herzog Francesco I. Maria della Rovere befand sich mit dem Großteil der Garnison auf der Festung von Montecopiolo, bereit, den entscheidenden Angriff auf San Leo zu beginnen. Er gab die Order an die Männer der Burg von Frontino di Massa, die toskanischen Truppen zu verhaften, aber das Unternehmen schlug fehl. Der Herzog war gezwungen, sich in Richtung Monte Cerignone zurückzuziehen und dann weiter nach Sassocorvaro. Die Truppen von Giovanni de' Medici, fast 15.000 Mann, verwüsteten alles, was sie auf ihrem Weg fanden, rissen die beiden Festungen von Pennabilli nieder und setzten das Dorf in Brand, wonach sie Carpegna und Castellaccia niederbrannten und die Burgen von Pietrarubbia, Monte Cerignone, Monteboaggine und der Sage nach auch Montecopiolo plünderten. Das Castello di Montecopiolo wurde aber nach der heutigen archäologischen Lesart weder zerstört noch aufgegeben und seine Gebäude wurden nicht beschädigt. Es begann nur eine Entvölkerung des Dorfes zugunsten kleiner Siedlungen an den Hängen des Berges.
- Noch im 17. Jahrhundert war die Burg von einigen Familien bewohnt und hatte zwei Kirchen.
- Im Laufe des 18. Jahrhunderts wurde das alte Gelände der Burg vollständig aufgegeben.
- Anfang des 20. Jahrhunderts war die Burg, obwohl sie schwer beschädigt war, auf der Spitze des Berges zu sehen.
- Zwischen den beiden Weltkriegen und nach dem Zweiten Weltkrieg wurden die Ruinen abgetragen, um Häuser an den Berghängen zu bauen. Die sichtbare Erinnerung an die Struktur der Burg ging verloren.
- Im Jahre 2002 begannen unter der Leitung des Insegnamento di Archeologia Cristiana e Medievale der Universität Urbino in Übereinstimmung (später mit der Erlaubnis) der Soprintendenza per i Beni Archeologici delle Marche und der Gemeinde Montecopiolo die Grabungen auf dem archäologischen Gelände.
- Seit dem Jahr 2011 ist das Gelände nach Sicherungsmaßnahmen, die von der Gemeinde Montecopiolo im Rahmen der europäischen Aufrufe zur Sanierung des Kulturerbes eingeleitet wurden, nach Voranmeldung zu besichtigen.